# Hanhikivi (gränsmärke mellan Tavastkyro och Sastamala)
Hanhikivi är en klippa i Finland.   Den ligger i den ekonomiska regionen Tammerfors och landskapet Birkaland, i den sydvästra delen av landet, 200 km nordväst om huvudstaden Helsingfors. Hanhikivi ligger 128 meter över havet.
Terrängen runt Hanhikivi är platt. Runt Hanhikivi är det glesbefolkat, med 17 invånare per kvadratkilometer. Närmaste större samhälle är Ikalis, 17,5 km nordost om Hanhikivi. I omgivningarna runt Hanhikivi växer i huvudsak blandskog.